# Кларер, Кристоф
Кристоф Кларер (нем. Christoph Klarer; род. 14 июня 2000, Бёхаймкирхен, Санкт-Пёльтен) — австрийский футболист, защитник клуба «Бирмингем Сити».

## Клубная карьера
Кларер — воспитанник клубов «Бохемкирхен» и венского «Рапида». В 2016 году Кристоф подписал контракт с английским «Саутгемптоном», где выступал за молодёжный состав. В начале 2020 года для получения игровой практики Кларер был арендован клубом «Санкт-Пёльтен». 16 февраля в матче против «Адмира Ваккер Мёдлинг» он дебютировал в австрийской Бундеслиге. Летом 2020 года Кларер перешёл в дюссельдорфскую «Фортуну». 18 октября в матче против «Яна» он дебютировал во Второй Бундеслиге.